# Фрідріх Ніцше (Едвард Мунк)
«Фрідріх Ніцше» — картина одного з перших представників експресіонізму Едварда Мунка. 

## Вплив Ніцше на творчість Едварда Мунка
Едвард Мунк, один із найбільших художників норвезького модернізму, залишив глибокий слід не лише в образотворчому мистецтві, але й у філософському осмисленні людських переживань, болю та природи.
Одним із важливих джерел натхнення для Мунка була філософія Фрідріха Ніцше, чиї ідеї неодноразово проникли в його творчість. Серед численних робіт, що відображають це філософське захоплення, особливо виразно постає картина «Фрідріх Ніцше» 1906 року, створена в період глибоких рефлексій художника над темами життя.

## Опис
Ця картина Едварда Мунка зображує Фрідріха Ніцше в роздумі, його обличчя наповнене напругою, а погляд спрямований у далечінь. Фонові картини виглядають дещо абстрактно, з використанням яскравих, насичених кольорів, які надають роботі певної зловісної атмосфери. Обличчя Ніцше частково затінене, що створює додатковий ефект таємничості та загадковості.
Картина написана на папері.

## Історія створення

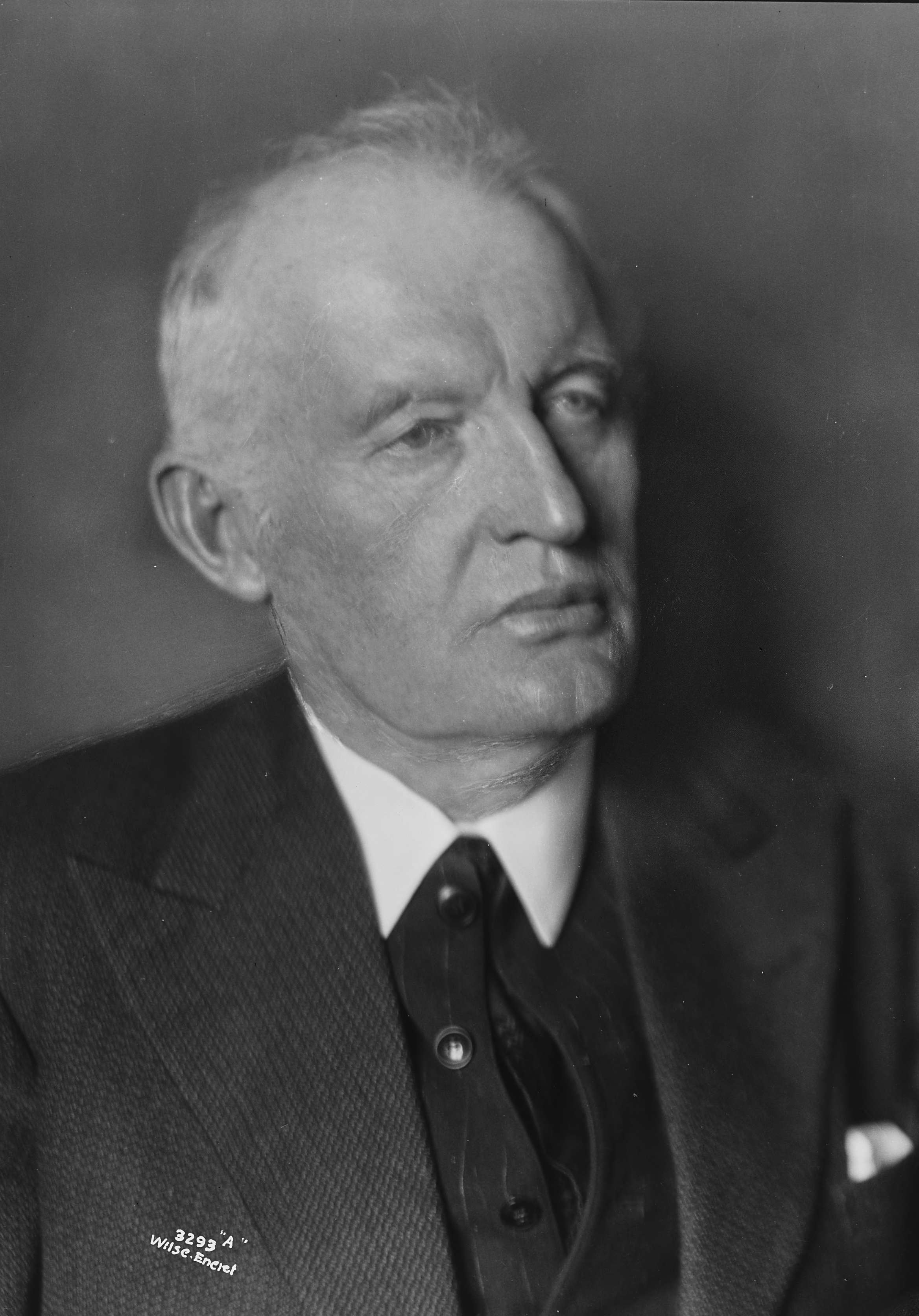
Автор картини «Портрет Фрідріха Ніцше» Едвард Мунк (1933 р.)

Едвард Мунк і Фрідріх Ніцше ніколи не зустрічалися особисто, але вони були духовними братами, обоє познайомились із самотністю та божевіллям, а також поділяли подібні погляди на мистецтво та фізіологію. Мунк відкриває для себе філософію Ніцше через серію лекцій у Копенгагені, а також через есеї шведського поета та критика Ола Ганссона, який популяризував ідеї Ніцше в Північній Європі. Мунк був настільки вражений його творчістю, що почав активно вивчати філософські праці Ніцше, і, зрештою, отримав замовлення на портрет великого мислителя від шведського банкіра Ернеста Тіля.